# Nicolás Mentxaka
Nicolás Mentxaka Fernández (Bilbao, 11 gennaio 1939 – Bilbao, 10 marzo 2014) è stato un calciatore spagnolo, di ruolo attaccante.

## Carriera

### Club
Dopo aver debuttato in prima squadra con il Barakaldo in Segunda División, passa all'Athletic Bilbao con cui debutta nella Liga nella stagione 1962-1963. Esordì nella squadra basca il 25 settembre 1960 nella partita Athletic-Real Valladolid (4-1).